# 康桥街道
康桥街道，中国浙江省杭州市拱墅区所辖的街道。街道面积12.5平方公里，常住人口1.5万余人。

## 辖区
康桥街道辖有：康桥社区、吴家墩社区、义桥社区、蒋家浜社区、永和社区、平安桥社区、康桥村社区、西杨社区、计家社区、谢村社区、独城村

## 历史
2010年，原康桥镇撤镇设立康桥街道。